# حب الملوك (جنس)
الدَّنْدُ أو حب المُلوك أو كرُوتُن (الاسم العلمي: Croton) هو جنس نباتي يتبع الفصيلة الفربيونية من رتبة الملبيغيات.

## التسمية
كروتون هو الأسم المعرّب من الأسم العلمي الذي بدوره مأخوذ عن الكلمة الإغريقية (بالإغريقية: κροτον (kroton)) والتي تعني حشرة القرّاد نظراّ لتشابه بذور نوع الكروتون المسهل مع هذه الحشرة.

## النوع النموذجي
النوع النموذجي لهذا الجنس هو الكروتون المسهل أو حب الملوك.

## أنواع
يضم هذا الجنس أكثر من ألف نوع.

## الأنواع
أنواع هذا الجنس:
- كود سباركل
- تحديث القائمة

نوع:كروتون أبيض ناصع 
اسم علمي: Croton niveus

نوع:كروتون أرجنتيني 
اسم علمي: Croton argentinus

نوع:كروتون أريجي 
اسم علمي: Croton fragrans

نوع:كروتون إكليلي 
اسم علمي: Croton coronatus

نوع:كروتون ألبي 
اسم علمي: Croton alpinus

نوع:كروتون أليغري 
اسم علمي: Croton alegrensis

نوع:كروتون أمازوني 
اسم علمي: Croton amazonicus

نوع:كروتون أنغولي 
اسم علمي: Croton angolensis

نوع:كروتون أوروغواني 
اسم علمي: Croton uruguayensis

نوع:كروتون بوليفي 
اسم علمي: Croton boliviensis

نوع:كروتون جامايكي 
اسم علمي: Croton jamaicensis

نوع:كروتون حاد الأوراق 
اسم علمي: Croton acutifolius

نوع:كروتون حقلي 
اسم علمي: Croton campestris

نوع:كروتون حلو الرائحة 
اسم علمي: Croton suaveolens

نوع:كروتون سقطري 
اسم علمي: Croton socotranus

نوع:كروتون شيلي 
اسم علمي: Croton chilensis

نوع:كروتون عطري 
اسم علمي: Croton aromaticus

نوع:كروتون غشائي 
اسم علمي: Croton membranaceus

نوع:كروتون غوياني 
اسم علمي: Croton guayanensis

نوع:كروتون فضي 
اسم علمي: Croton argenteus

نوع:كروتون فيتنامي 
اسم علمي: Croton vietnamensis

نوع:كروتون كاليفورني 
اسم علمي: Croton californicus

نوع:كروتون كولومبي 
اسم علمي: Croton colombianus

نوع:كروتون لاذع 
اسم علمي: Croton pungens

نوع:كروتون لين 
اسم علمي: Croton mollis

نوع:كروتون مالاباري 
اسم علمي: Croton malabaricus

نوع:كروتون مثلث 
اسم علمي: Croton triangularis

نوع:كروتون مسهل 
اسم علمي: Croton tiglium

نوع:كروتون ناعم 
اسم علمي: Croton laevigatus

نوع:كروتون نبيل 
اسم علمي: Croton nobilis

نوع:كروتون يوناني 
اسم علمي: Croton yunnanensis